# Aymar de La Voulte (mort en 1365)
Pour les articles homonymes, voir Aymar de La Voulte.
Aymar de La Voulte, on trouve également la forme Aymar de Bermond d'Anduze de La Voulte, mort vers 1365, est un évêque de Viviers et de Valence de la première moitié du XIVe siècle, issu d'une branche de la famille d'Anduze.

## Biographie

### Origines
Aymar ou Adhémar de La Voulte appartient à la famille des Bermond d'Anduze implantée en Vivarais, issu d'une branche de la famille d'Anduze,.
Il peut être le fils le troisième fils de Bermond [I] d'Anduze, seigneur de la Voulte, et de Raimbaude de Simiane, selon Jules Chevalier (1896). Auguste Roche (1896), quant à lui, indique qu'il est le fils de Bermond d'Anduze, fils du précédent, et dont on ne connait pas la mère. Le site Internet de généalogie Foundation for Medieval Genealogy présente cette dernière version.
Il se trouve ainsi l'oncle des futurs évêques Guillaume, évêque Toulon (1364), Marseille (1368), Valence et Die (1378), et Albi (1383), et Aymar († 1395), évêque de Limassol (Chypre, 1367), Grasse (1374) et Marseille (1379),.

### Carrière religieuse
Aymar de La Voulte est prévôt du chapitre d'Apt. Le pape Jean XXII le nomme, en 1326, sur le trône de Viviers, il n'est alors que sous-diacre. Cette nomination est annoncée au roi par le pape dans une lettre du 16 août 1326.
Le pape Jean XXII le transfert par bulle pontificale du 22 avril 1331 de Viviers à l'évêché de Valence et Die,. Cette date est retenue par la Gallia Christiana comme celle du transfert de son prédécesseur, Pierre de Jean, sur le trône de Bayeux.
Le mois suivant, il se trouve à la cour d'Avignon. J. Chevalier présise que sa présence est « attestée par un acte […] auquel il se vit contraint de souscrire, sous peine d'excommunication. » Le 4 mai, il prend l'engagement de payer à la curie la somme de « 4.500 florins d'or représentant le commune servitium de ses Églises ». À propos de son épiscopat, Roche indique qu'« il nous reste peu de choses ».
Il quitte Avignon pour rejoindre son évêché. Il se rend, le 2 juin, à Die. Les jours suivants, il se trouve à Châtillon (le 6), puis Saillans (le 10). Il confirme la charte de Valence, le 20 juillet 1331.
Le pape Jean XXII intervient dans le conflit qui oppose l'Église de Valence au comte de Poitiers. Un accord est passé entre l'évêque et le comte Aymar V de Poitiers, le 9 avril 1332, à Avignon, puis confirmé à Valence le 23 avril,.
Il reste en place jusqu'en 1336 (37 ?), où il retourne à Vivers, à la suite de l'échange de son siège avec Henri II de Villars,. À propos de cet échange, J. Chevalier indique ne pas en connaître les raisons, mais il considère qu'il faut trouver dans « les événements politiques les raisons de ce changement ». Roche ne mentionne que le transfert sans autre précision.
Il semble mourir vers 1365.

## Armoiries
| Blason | Blasonnement : d'argent au lion de gueules. Commentaires : Famille de Bermond d'Anduze |